# Ligota Dolna (Kluczbork)
Pour les articles homonymes, voir Ligota Dolna.
Ligota Dolna est une localité polonaise de la gmina et du powiat de Kluczbork en voïvodie d'Opole.